# Cédric Makiadi
Mapuata Cédric Makiadi (Kinshasa, 1984. február 23. –) kongói DK válogatott labdarúgó, aki jelenleg a Werder Bremen játékosa.

## Család
Testvérei, Fabrice Makiadi és Matondo Makiadi, valamint édesapja Richard Makiadi is labdarúgó volt.

## Külső hivatkozások
- Cédric Makiadi Transfermarkt